# باعمور
باعمور هو أحد قصور بلدية فنوغيل بولاية أدرار.